# Vandoren
Vandoren (Вандорен) ― французская фирма-производитель, основной продукцией которой являются трости и мундштуки для кларнетов и саксофонов.

## История
Основатель фирмы, Эжен ван Дорен (1873―1940), играл на малом кларнете в оркестре парижского театра Гранд-Опера. В те времена трости изготавливались самими музыкантами вручную. Трости, сделанные ван Дореном, отличались высоким качеством, а впоследствии он сконструировал небольшой станок, позволявший сэкономить время при их создании. Первоначально ван Дорен работал прямо в своей квартире, а в 1905 году приобрёл дом 51 на улице Лепик, где и разместилось производство.
В 1935 дело унаследовал Робер ван Дорен, сын Эжена. Окончив с отличием Парижскую консерваторию как кларнетист, он в 1920―30-е годы много выступал с концертами, стал одним из первых французских кларнетистов, получивших признание в Нью-Йорке, однако затем принял решение посвятить себя изготовлению тростей. Именно при Робере фирма обосновалась в доме 56 по улице Лепик, где находится и поныне, а также началось массовое производство популярных классических моделей мундштуков, таких как 5RV.
В 1967 фирма перешла по наследству сыну Робера ван Дорена, Бернару. Под его руководством в 1968 году был выпущен мундштук B45, ставший основой для многих последующих моделей мундштуков. Бернар ван Дорен внедрил в производство новые станки, позволившие снизить технологическую погрешность при изготовлении тростей до тысячных долей миллиметра. С 1990 года мастерские Вандорен находятся в коммуне Борм-ле-Мимоза, департамент Вар, вблизи от тростниковых плантаций. В Париже, помимо офиса фирмы, размещаются репетиционные комнаты, где можно опробовать её продукцию, а также большая библиотека нот для кларнета и саксофона.